# Deltocephalus campanus
Deltocephalus campanus är en insektsart som beskrevs av Naudé 1926. Deltocephalus campanus ingår i släktet Deltocephalus och familjen dvärgstritar. Inga underarter finns listade i Catalogue of Life.